# Эгипте
Эгипте (также Египет, латыш. Ēģipte), ранее Вилкумиестс (латыш. Vilkumiests) — село в Медумской волости Аугшдаугавского края Латвии, на границе с Литвой, на автодороге A13. Находится в 6 км от Медуми (центра волости), в 23 км к югу от краевого центра — Даугавпилса. В 2022 году его население составляло 32 человека. Обстоятельства появления у селения такого названия не установлены.

## История
Эгиптская евангелическо-лютеранская община была основана 28 февраля 1567 года по приказу герцога Курляндского. В 1584 году у общины уже имелся свой пастор. На рубеже XVI и XVII веков рядом с эгиптской церковью возникла деревня, которую назвали Вилкумиестс. В Эгиптском приходе находилось несколько деревянных церквей, последняя из которых была разрушена во время Отечественной войны 1812 года. В церкви располагались казармы наполеоновской армии.
В 1825 году построена каменная церковь, но она была уничтожена во время Первой мировой войны (восстановлена в 1930 году).
В церкви было 80 мест. Приход владел 54 гектарами земли. В годовом отчёте за 1936 год местная община насчитывала 50 членов, было совершено 3 крещения и один молодой человек был рукоположен. Известно, что на печати Эгиптской лютеранской церкви была изображена пирамида Хеопса, а не крест или другие религиозные символы, обычно встречающиеся на церковных печатях.
Церковь сильно пострадала во время Второй мировой войны. После войны церковь была закрыта, однако до 1979 года использовалась в качестве электрической мельницы и склада удобрений.
Хотя в 1991 году был составлен проект реставрации, церковь не восстановлена и продолжает разрушаться. Кладбище вокруг церкви практически уничтожено и заросло кустарником. Все ценные надгробия сняты и вывезены. Лишь несколько могил содержатся в порядке. 11 сентября 2002 года перед церковью открыт памятник преподобному Оскару Свенсону (1822—1884), первому учителю поэта Райниса.